# NGC 2419
NGC 2419 (còn được biết đến với tên Caldwell 25) là tên của một cụm sao cầu nằm trong chòm sao Thiên Miêu. Vào ngày 31 tháng 12 năm 1788, nhà thiên văn học người Anh gốc Đức William Herschel đã phát hiện ra nó. NGC 2419 cách hệ Mặt Trời 300000 năm ánh sáng, cùng khoảng cách với tâm của Ngân Hà của chúng ta.
NGC 2419 mang biệt danh là "kẻ lạc lối giữa những thiên hà" khi nó được nghĩ sao là không nằm trong quỹ đạo của Ngân Hà. Khi quay theo quỹ đạo của nó, thì khoảng cách của nó tới Ngân Hà càng lúc càng xa. Dù vậy, nó vẫn được xem như là một phần của Ngân Hà. Với khoảng cách lớn đến hơn 300000 năm ánh sáng đối với tâm Ngân Hà thì một lần quay quanh Ngân Hà thì mất đến 3 tỉ tỉ năm.
Cụm sao này thì mờ nhạt khi so sánh với những cụm sao cầu nổi tiếng khác như Messier 13, Nonetheless. Bên cạnh đó, NGC 2419 là vật thể sáng thứ 9 trong các cụm sao cầu ấy và có thể nhìn thấy với 1 kính viễn vọng có kích thước 4 inch trong điều kiện thuận lợi. Trên thực tế, đây là cụm sao cầu sáng nhất và nặng nhất với cấp sao tuyệt đối là -9,42 và nặng gấp 900000 nghìn lần khối lượng mặt trời.
NGC 2419 được đề xuất là giống như Omega Centauri bởi vì nó giống như là một tàn dư còn lại từ một thiên hà lùn hình cầu bị phá vỡ bởi Ngân Hà và cùng phát triển với nó. Về sau thì một số các nghiên cứu khác được thực hiện và khẳng định này bị bãi bỏ.